# エフゲニー&サーシャ・ガルペリン
エフゲニー&サーシャ・ガルペリン（Evgueni and Sacha Galperine）は、ロシア生まれのフランスを拠点に活動する作曲家兄弟。
エフゲニーは1974年、サーシャは1980年生まれ。チェリャビンスク出身。モスクワで教育を受ける。1990年、パリに移住。
フランス内外の映画音楽を手がけ、2017年に映画『ラブレス』で第30回ヨーロッパ映画賞 作曲賞を受賞した。

## 主なディスコグラフィー
- きつねと私の12か月 Le Renard et l'Enfant (2007) エフゲニーのみ
- ウォーリアー&ウルフ 狼災記 (2009)
- ビッグ・ピクチャー 顔のない逃亡者 L'Homme qui voulait vivre sa vie (2010)
- ザ・インベーダー L'Envahisseur (2011)
- EVA〈エヴァ〉 Eva (2011)
- カレ・ブラン Carré blanc (2011) エフゲニーのみ
- プレイヤー Les Infidèles (2012)
- 裏切りのスナイパー Le Guetteur (2012) エフゲニーのみ
- バック・イン・クライム 時空を超えた事件 L'Autre Vie de Richard Kemp (2013)
- ある過去の行方 Le Passé (2013) エフゲニーのみ
- マラヴィータ The Family / Malavita (2013)
- ボヴァリー夫人 Madame Bovary (2014)
- エール! La Famille Bélier (2014)
- 孤独の暗殺者/スナイパー La Résistance de l'air (2015)
- ロシアン・スナイパー Bitva za Sevastopol (2015) エフゲニーのみ
- 砂上の法廷 The Whole Truth (2016)
- ユダヤ人だらけ Ils sont partout (2016)
- メン・イン・キャット Nine Lives (2016)
- 嘘の天才 〜史上最大の金融詐欺〜 The Wizard of Lies (2017) テレビ映画
- ラブレス Nelyubov (2017)
- 獣たち Les Fauves (2018)
- グレース・オブ・ゴッド 告発の時 Grâce à Dieu (2018)
- 聖なる犯罪者 Boże Ciało (2019)
- キュリー夫人 天才科学者の愛と情熱 Radioactive (2019)
- GAGARINE/ガガーリン Gagarine (2020)
- チェチェンへようこそ -ゲイの粛清- Welcome to Chechnya (2020)
- あのこと L'événement (2021)